# Bentley Mark VI
O Bentley Mark VI é um automóvel da Bentley que foi produzido de 1946 a 1952.
O sedã esportivo de aço de 4 portas Mark VI padrão foi o primeiro carro de luxo da Bentley no pós-guerra. Anunciado em maio de 1946 e produzido de 1946 a 1952, foi também o primeiro carro da Rolls-Royce com carroceria toda de aço e o primeiro carro completo montado e finalizado em sua fábrica. Esses carros muito caros foram um sucesso genuíno; a longo prazo, sua fraqueza estava nos aços inferiores impostos a eles pelos controles do governo no pós-guerra.
Em 1944, o executivo da Rolls-Royce, W. A. Robotham, viu que haveria uma demanda limitada no pós-guerra por um chassi Rolls-Royce ou Bentley com uma carroceria de uma encarroçadora especializada e negociou com a Pressed Steel Company um contrato para uma carroceria de uso geral para transportar quatro pessoas confortavelmente em seu chassi pós-guerra atrás de um radiador Rolls-Royce ou Bentley. Embora ele tenha estendido a demanda para 2.000 por ano, a Pressed Steel ficou "perplexa" com a pequena demanda. O chassi continuou a ser fornecido para encarroçadoras independentes, que produziam modelos de sedã de quatro portas, sedã de duas portas e conversível. Dos carros encarroçados, os mais procurados agora são os 241 carros construídos pela H.J. Mulliner. Um único chassi MkVI de 1950 com carroceria Standard Steel, registro B39HP LLP 769, foi fornecido novo, convertido internamente pela Mulliner em uma limusine de seis lugares fornecida à L.S. Lambourne Esq. O preço de fábrica era £ 2.595 mais £ 140 pela conversão terceirizada pela Mulliner do assento dianteiro para acomodar a divisão de vidro de corda no assento personalizado.
Este primeiro carro com acabamento de fábrica da Bentley recebeu o nome de sedã esportivo de aço padrão Bentley Mark VI. Este chassi de distância entre eixos mais curta e motor era uma variante do Rolls-Royce Silver Wraith de 1946 e, com a mesma carroceria de aço padrão, tornou-se o cautelosamente introduzido Silver Dawn de 1949. Em 1952, tanto o Rolls-Royce Silver Dawn quanto o Bentley Mk VI, carrocerias de aço padrão, foram modificados para incorporar um porta-malas com cerca de duas vezes o tamanho e o resultado ficou conhecido como Bentley R Type com base no número do chassi em que a mudança ocorreu. O nome do Rolls-Royce Silver Dawn não foi alterado após a modificação que começou com a série "E" nesses carros.
Pouquíssimos motores e chassis Mark VI foram modificados para fornecer maior desempenho e vendidos para serem carroceriados por encarroçadoras selecionadas como os primeiros Bentley Continentals.

## Motor
O Mark VI de 4+1⁄4 litros usava um motor IOE de 6 cilindros em linha de 4,3 L (4.257 cc) de tamanho. O fabricante se recusou a revelar um valor de potência para o carro (além do cavalo fiscal de 29,4 hp de acordo com a antiga fórmula RAC), mas um teste de estrada da revista Autocar reproduzido em 1950 relatou que a marcha mais alta fornecia "flexibilidade até 10 km/h" e a capacidade de "subir uma colina de 1 em 9 gradiente máximo, complicado por curvas", tudo isso apoiando a alegação do fabricante de que a potência, juntamente com o torque em baixa velocidade, eram adequados.

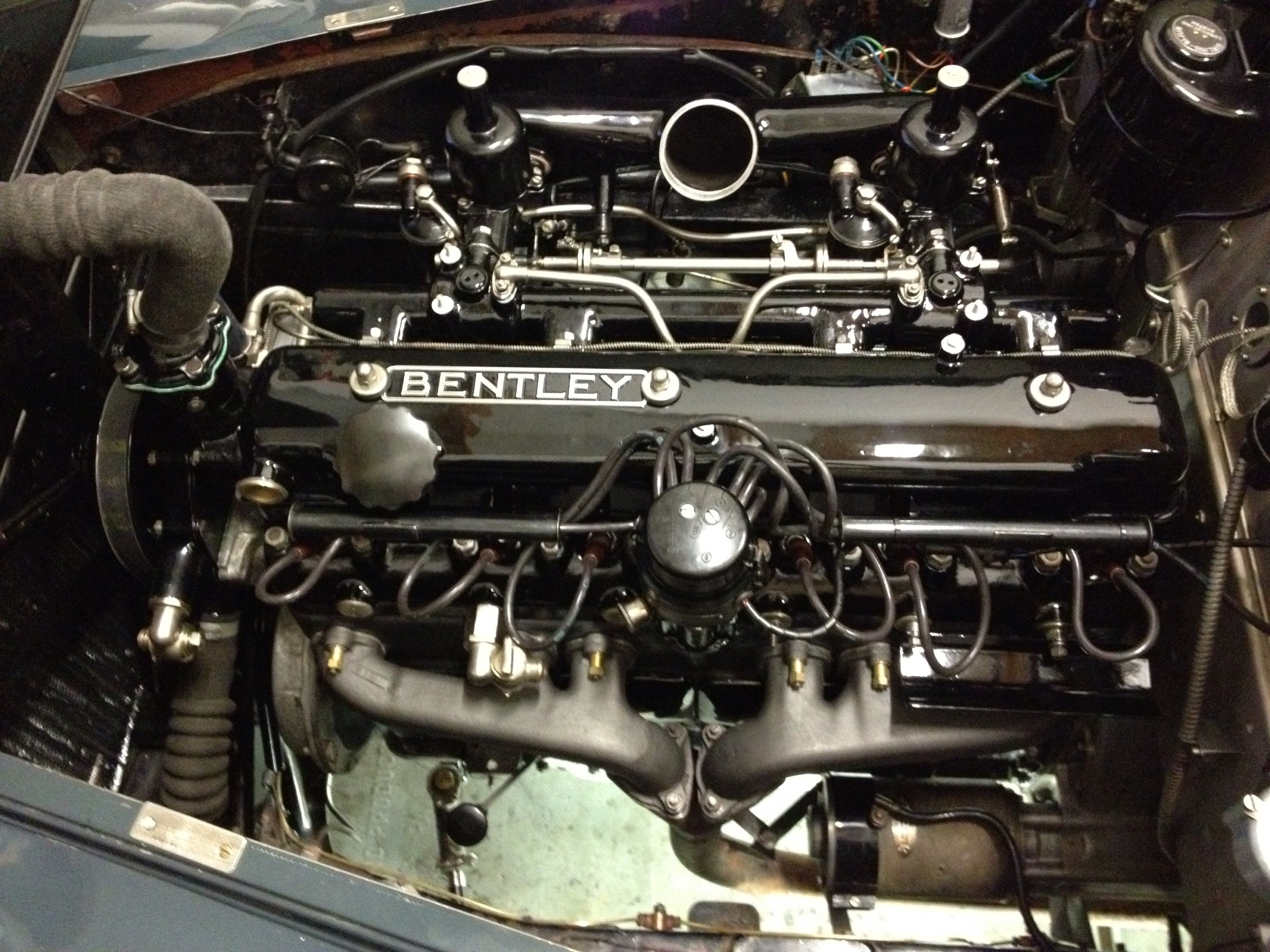
Um motor de 4¼ litros

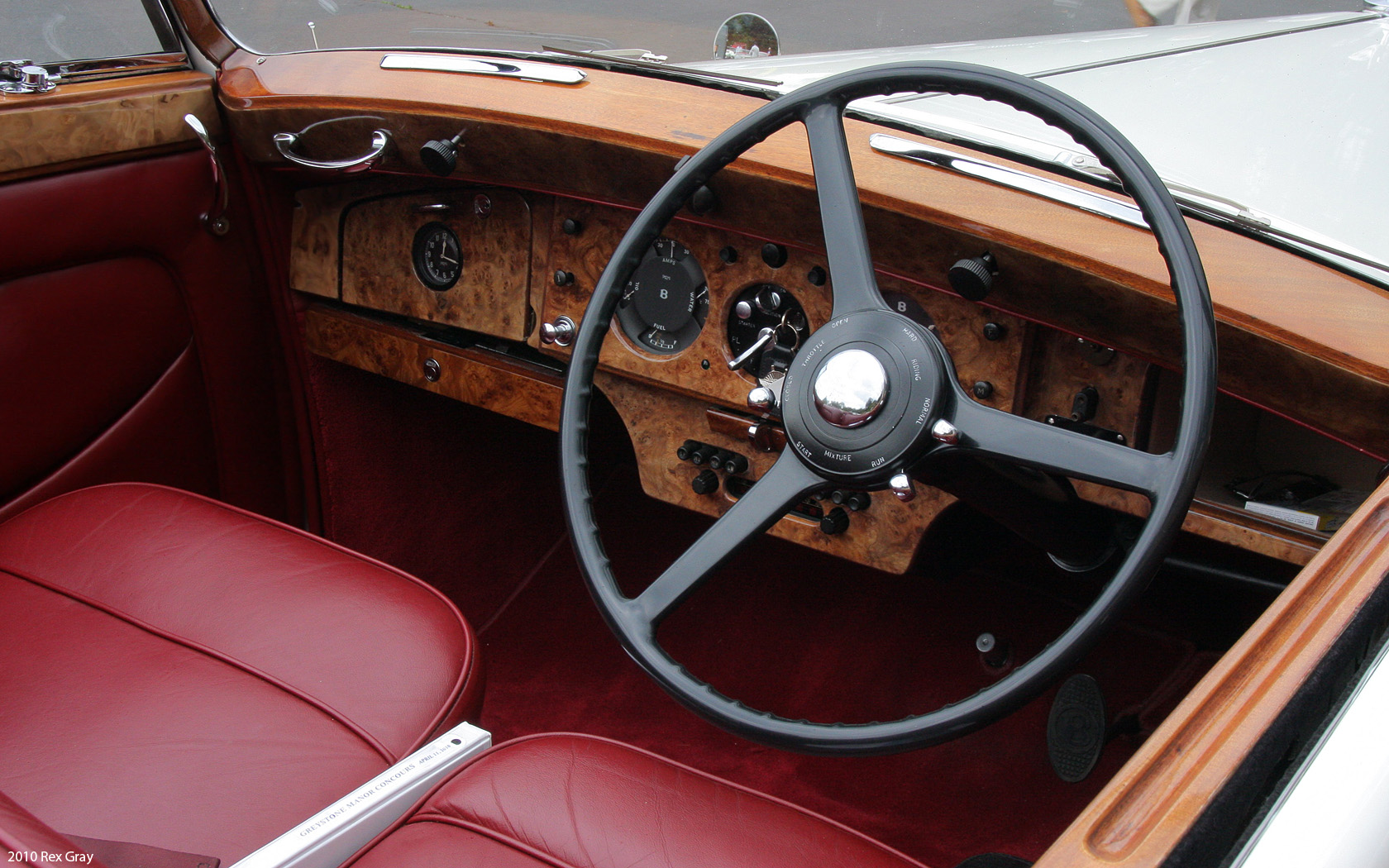
Interior

Em 1951, uma versão de 4+1⁄2 litros, 4,6 L (4.566 cc) do motor foi introduzida. O aumento na cilindrada foi obtido aumentando o diâmetro de 3+1⁄2 polegadas para 3 5/8 polegadas. A versão posterior é às vezes casualmente chamada de motor "big bore" (diâmetro grande), a versão anterior como a versão "small bore" (diâmetro pequeno). A versão de 4 1/2 L do motor também é equipada com um filtro de óleo de fluxo total Vokes 30 (mais tarde: Vokes 62) (alguns carros anteriores de 4 1/4 L foram modificados para um sistema de filtragem de fluxo total).
A carburação em carros com volante à direita eram dois carburadores SU horizontais de vácuo constante (tipo H4 até B81HP, tipo H6 de B83HP em diante). Carros com volante à esquerda tinham um único carburador Stromberg de tiragem dupla tipo AAV26M e um coletor de admissão diferente do instalado no Rolls-Royce Silver Dawn e Silver Wraith.
Uma transmissão manual sincronizada de quatro velocidades foi instalada em todos os Bentley MK VI, com a alavanca de câmbio à direita do motorista nos carros com volante à direita e na coluna nas versões com volante à esquerda.
Carros de 1⁄4 litro tinham números de chassi de B 1 AJ até B 400 LJ, com as duas letras finais indicando a série em que foi construído. Os números de série dos carros "big bore" começam com B 1 MB (embora B 2 MD tenha sido o primeiro big bore Mark VI construído) e terminam com B 300 PV (embora B 301 PU tenha sido o último construído). Cada série alfabética continha apenas números pares ou ímpares, e 13 era sempre pulado para as sequências de números ímpares.
O 4,3 L era chamado de 4+1⁄4 L e pode ser rapidamente identificado por seu escapamento único em carros com volante à direita. O 4,6 L é conhecido como 4+1⁄2 L e apresenta um escapamento duplo em carros com volante à direita. Em carros com volante à esquerda, o sistema de escapamento duplo (muito menos restritivo) só foi instalado com a introdução do R Type. Além disso, para os sedãs Mark VI de "aço padrão", a aba de ventilação articulada única montada centralmente na parte superior do capô, diretamente à frente do para-brisa foi substituída, em carros posteriores, por duas abas de ventilação articuladas, montadas na altura do joelho ou ligeiramente abaixo dela, uma de cada lado do capô, à frente das portas dianteiras. A tampa de enchimento de óleo é outra maneira de identificar o tipo de motor; uma tampa de plástico é típica de um motor de "diâmetro pequeno", uma tampa de metal de um motor de "diâmetro grande".

## Chassi
O chassi usava molas de lâmina na traseira e molas helicoidais independentes na dianteira. Um controle no centro do volante ajusta a dureza da mola traseira ajustando hidraulicamente os amortecedores traseiros. Isso é feito abrindo uma válvula de retenção que fornece pressão desviando o óleo da transmissão para os amortecedores. Um sistema de lubrificação central operado por pedal do tipo Bijur-Girling permite que o óleo seja aplicado às partes móveis da suspensão a partir de um reservatório central usando um pedal. Os freios a tambor de 311 mm foram auxiliados pelo servo mecânico tradicional da Rolls-Royce na transmissão.

## Sedã de aço padrão

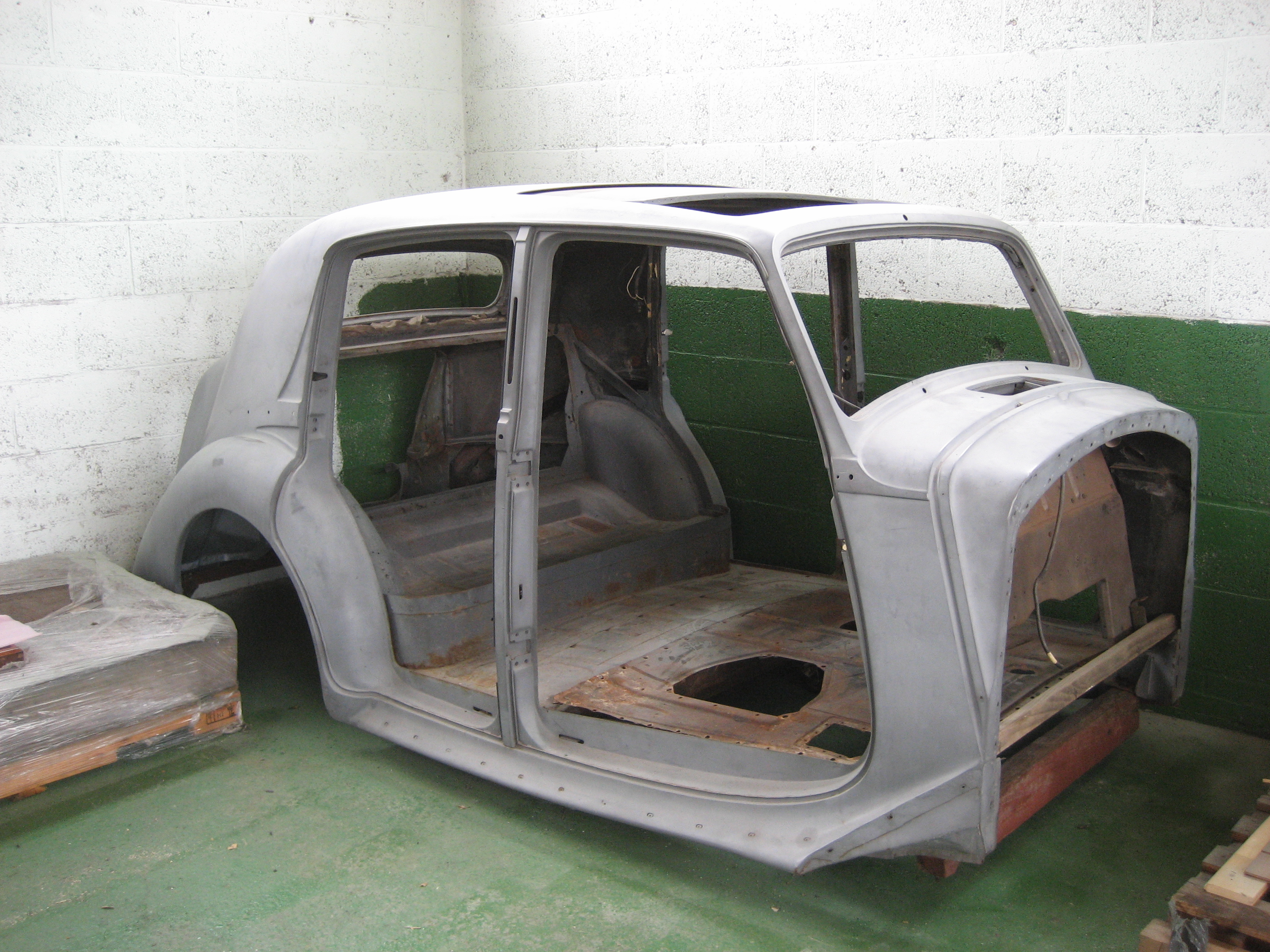
O corpo todo em aço de um Mark VI dos primeiros produzidos

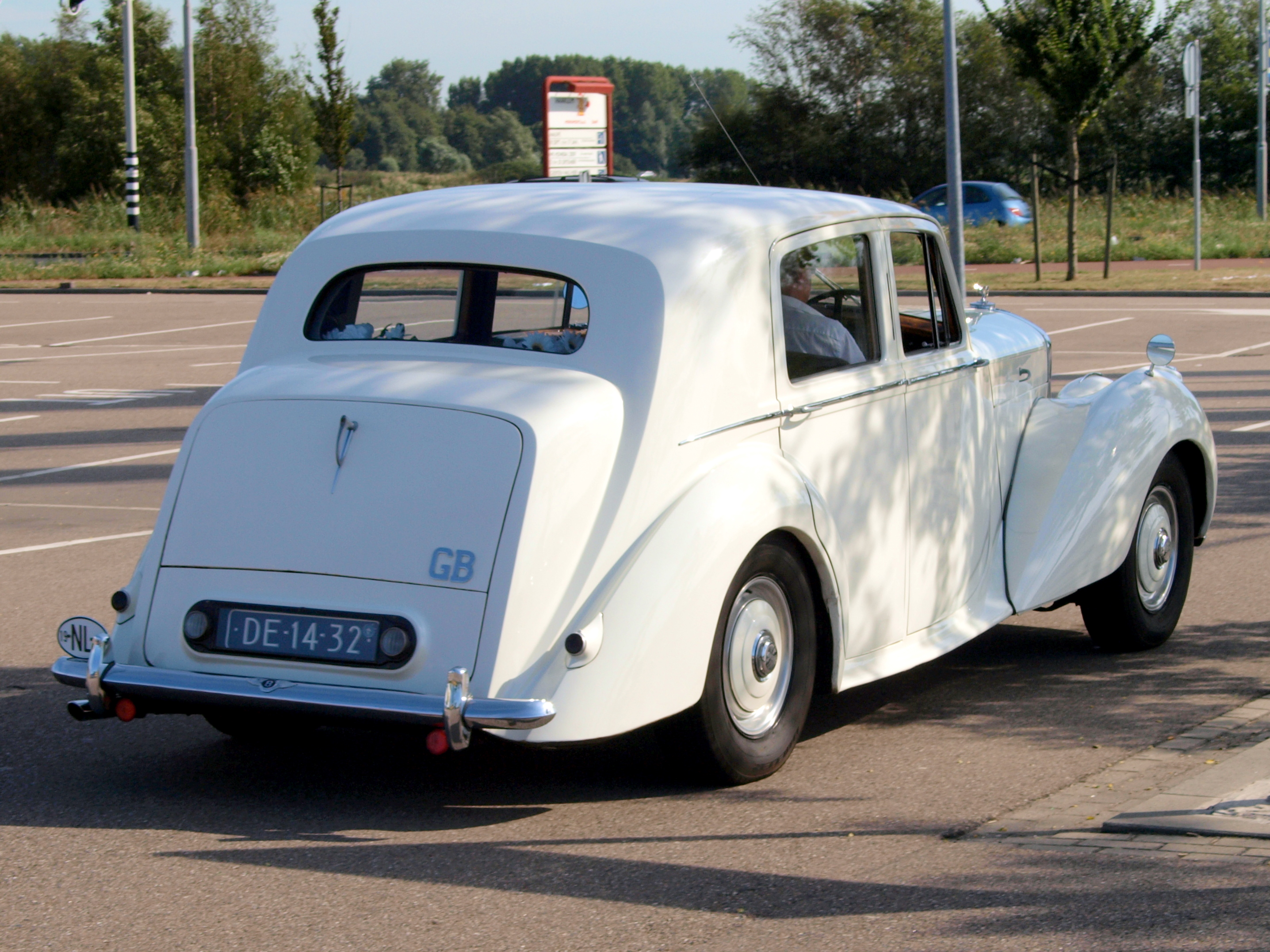
Bentley Mark VI sedã de "aço padrão"

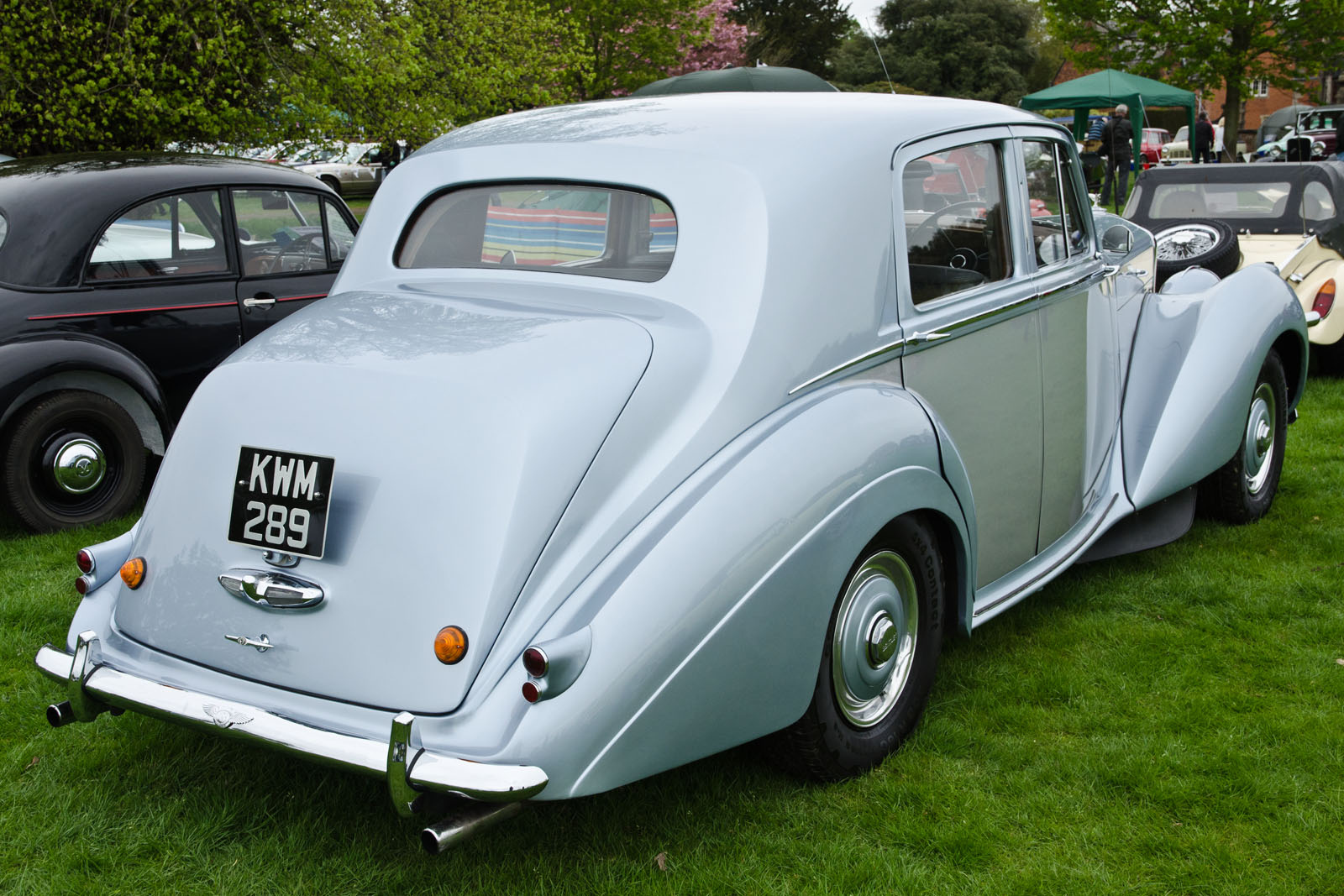
O Bentley R Type substituiu o Mark VI no final de 1952, herdando o formato da carroceria do design anterior até a coluna C. A principal diferença era um porta-malas muito maior com uma abertura maior, o que refletia mudanças no design e uso do carro, especialmente nos principais mercados de exportação dos EUA e do "domínio britânico", de forma mais geral.

Empregando sua experiência com carrocerias de aço feitas em pequenas tiragens desde 1936 pela então subsidiária de propriedade parcial Park Ward, a Divisão de Carros da Rolls-Royce ofereceu seu chassi de menor preço com uma carroceria de fábrica toda em aço para que pudesse ser exportada para todo o mundo. As carrocerias de fábrica com um formato refinado Gurney-Nutting-Blatchley foram feitas pela Pressed Steel Ltd de Cowley e enviadas para a fábrica da Bentley em Crewe para pintura e acabamento com madeira e couro tradicionais. Elas apresentavam portas suicidas na frente com dobradiças ocultas, um teto solar deslizante, um para-brisa permanentemente fechado com uma unidade elétrica de degelo e desembaçamento escondida na escotilha e um segundo aquecedor que fazia uso do líquido de arrefecimento e era equipado com um ventilador elétrico sob o banco dianteiro esquerdo. Limpadores de para-brisa duplos foram instalados e foi feita provisão para a instalação de um rádio com uma antena curta e flexível montada que poderia ser girada acima do centro da tela.

### Teste de estrada
Um carro de fábrica de 4,6 litros testado pela revista The Motor em 1951 tinha uma velocidade máxima de 160 km/h e podia acelerar de 0 a 97 km/h em 15,0 segundos. Um consumo de combustível de 5,8 km/L foi registrado. O carro de teste custou £ 4.473, incluindo impostos.

### Vendas
O Mark VI foi introduzido em um momento de escassez de aço na Europa, o que se traduziu em uma séria escassez de carros novos para venda no mercado do Reino Unido. Um relatório de carros usados em 1951 de um exemplar de três anos com 10.450 milhas (16.815 quilômetros) no odômetro observou que um carro que, quando novo, era vendido por £ 4.038, incluindo impostos sobre vendas, agora era oferecido para venda por £ 5.335. Isso foi visto como um comentário sobre a qualidade do carro, mas também sobre a contínua escassez de carros para venda.
No final de 1952, os livros de pedidos diminuíram e o Mark VI foi substituído pelo R Type, apresentando um porta-malas estendido suportado por um chassi que foi estendido por seis polegadas atrás das rodas traseiras. Além disso, uma opção de transmissão automática agora estava disponível, um afogador automático junto com outras modificações menos visíveis foram adicionadas e as antigas opções somente para exportação agora estavam disponíveis para o mercado interno. O R Type levou à introdução da Série S completamente redesenhada em 1955.
Volumes de produção do Bentley Mark VI:
- 1946-1951 4+1⁄4 L: 4000 (incluindo 832 com carrocerias de encarroçadora)
- 1951-1952 4+1⁄2 L: 1202 (incluindo 180 com carrocerias de encarroçadora)

## Bentley Continental
Um chassi Mark VI (inicialmente chamado de Corniche II) foi desenvolvido por Ivan Evernden e J P Blatchley em 1950 e 1951, com um motor maior, com maior taxa de compressão e sistemas de combustível e escapamento modificados, uma caixa de câmbio de relação estreita e relação de transmissão final muito maior.
Por acordo especial com a Bentley, carrocerias de 2 portas foram instaladas com uma área frontal mais baixa e de construção significativamente mais leve, a primeira – feita pela H J Mulliner – desenvolvida em conjunto com Evernden e Blatchley. O primeiro carro ainda luxuoso era mais de 10% mais leve que o carro padrão. Eles eram os carros de produção mais caros do mundo e os sedãs de 4/5 lugares mais rápidos do mundo, com uma velocidade máxima acima de 190 km/h.
Esses chassis foram produzidos entre junho de 1952 e abril de 1953 e ostentam os números de chassi BC1A a BC26A, com o protótipo, totalizando 27 carros. A compressão do motor foi reduzida nos últimos 8 carros. A maior parte do chassi foi revestida pela H J Mulliner, mas alguns foram encorpados na Europa. Apenas os 27 carros foram construídos antes que a designação R fosse adicionada à identificação da série do chassi.

## Galeria

O sedã de aço padrão e algumas das alternativas fornecidas por encarroçadoras independentes
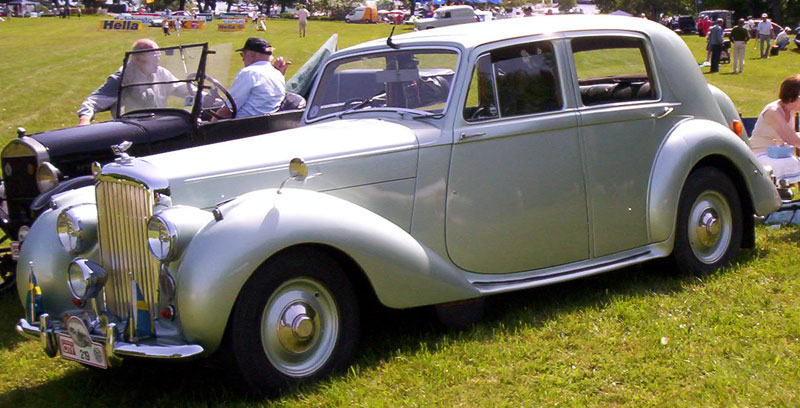
Aço padrão 4 portas sedã esportivo
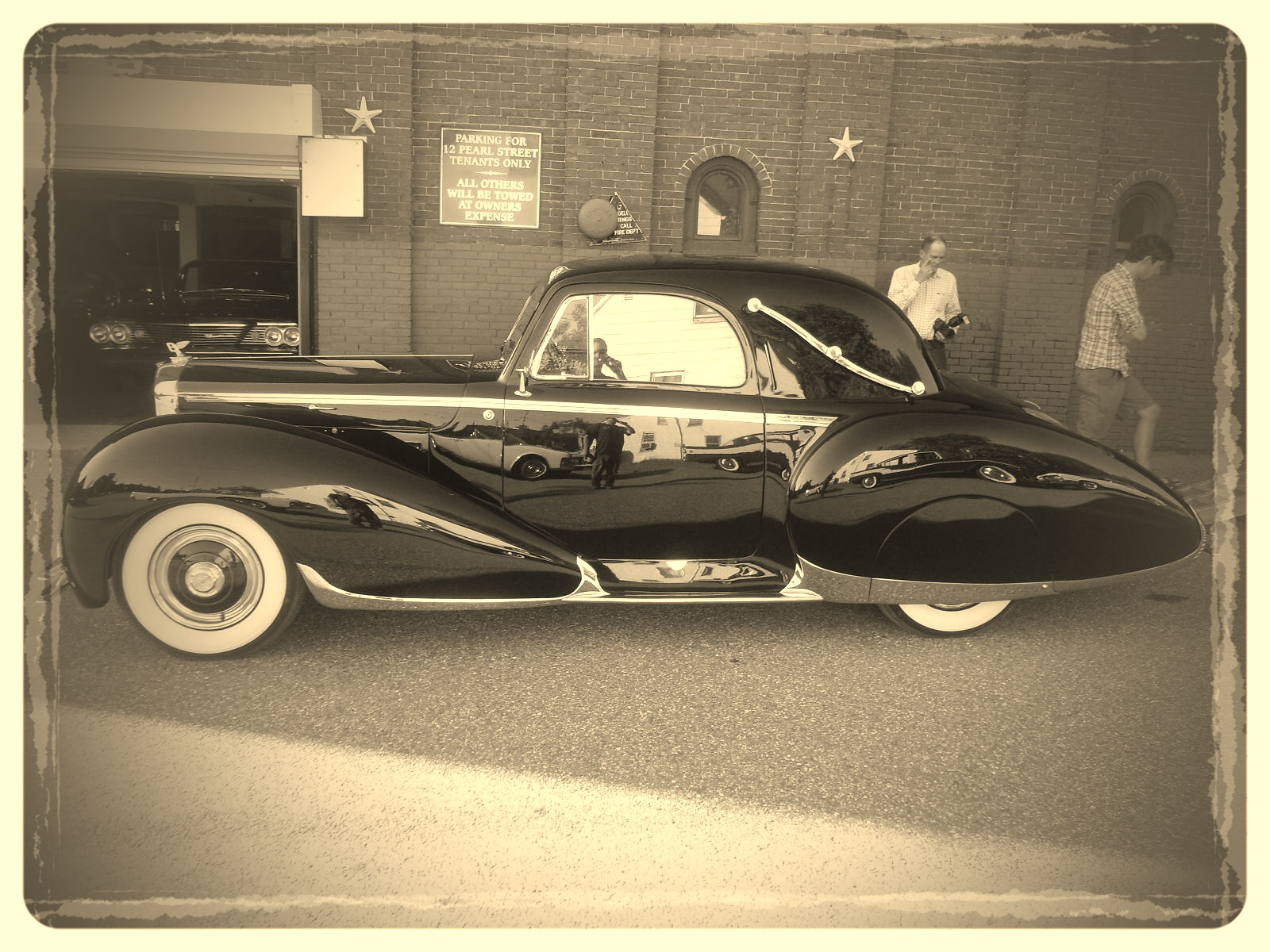
Figoni & Falaschi Paris cupê 1947
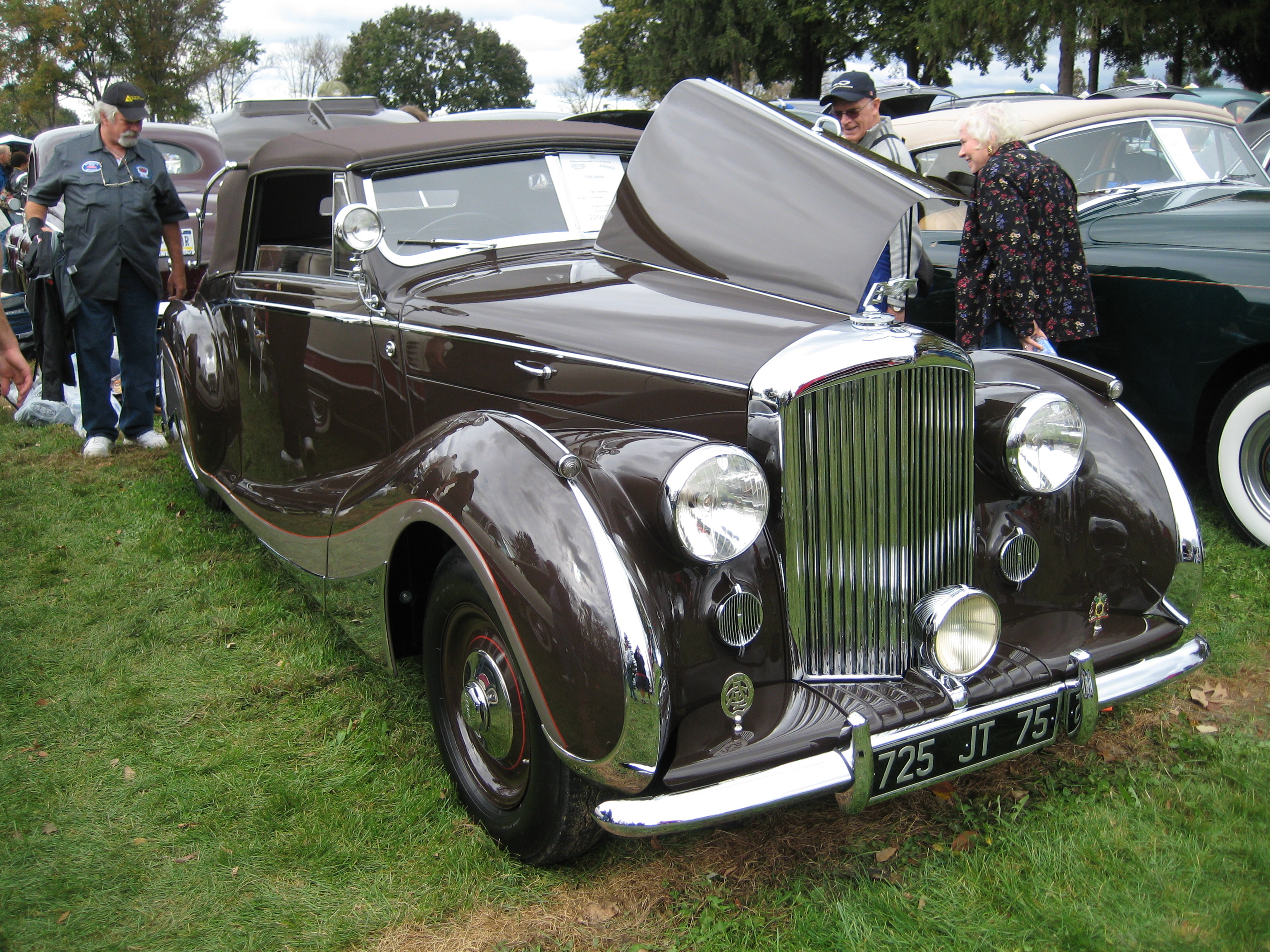
Franay Paris conversível 1947
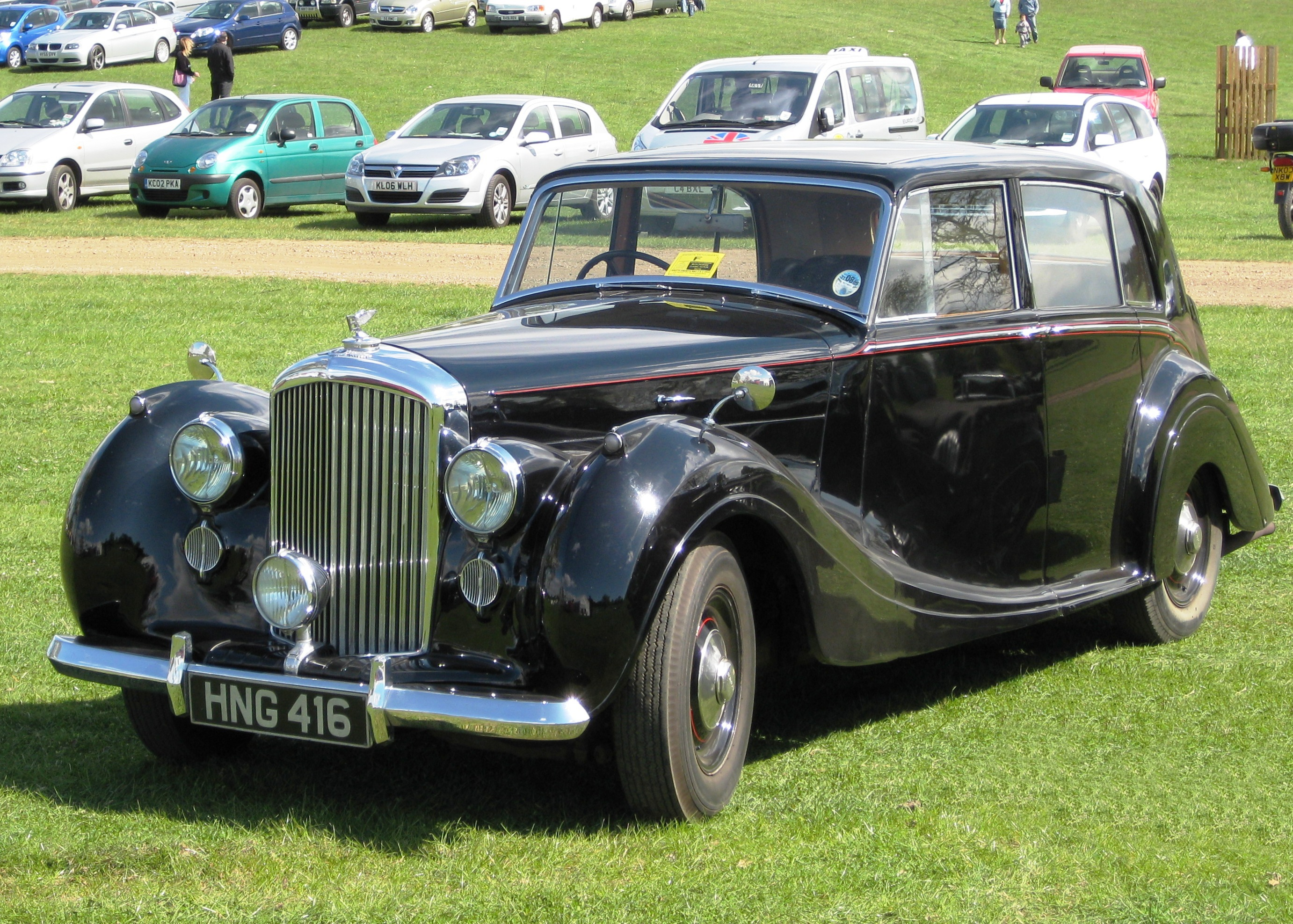
Freestone & Webb sedã 1947
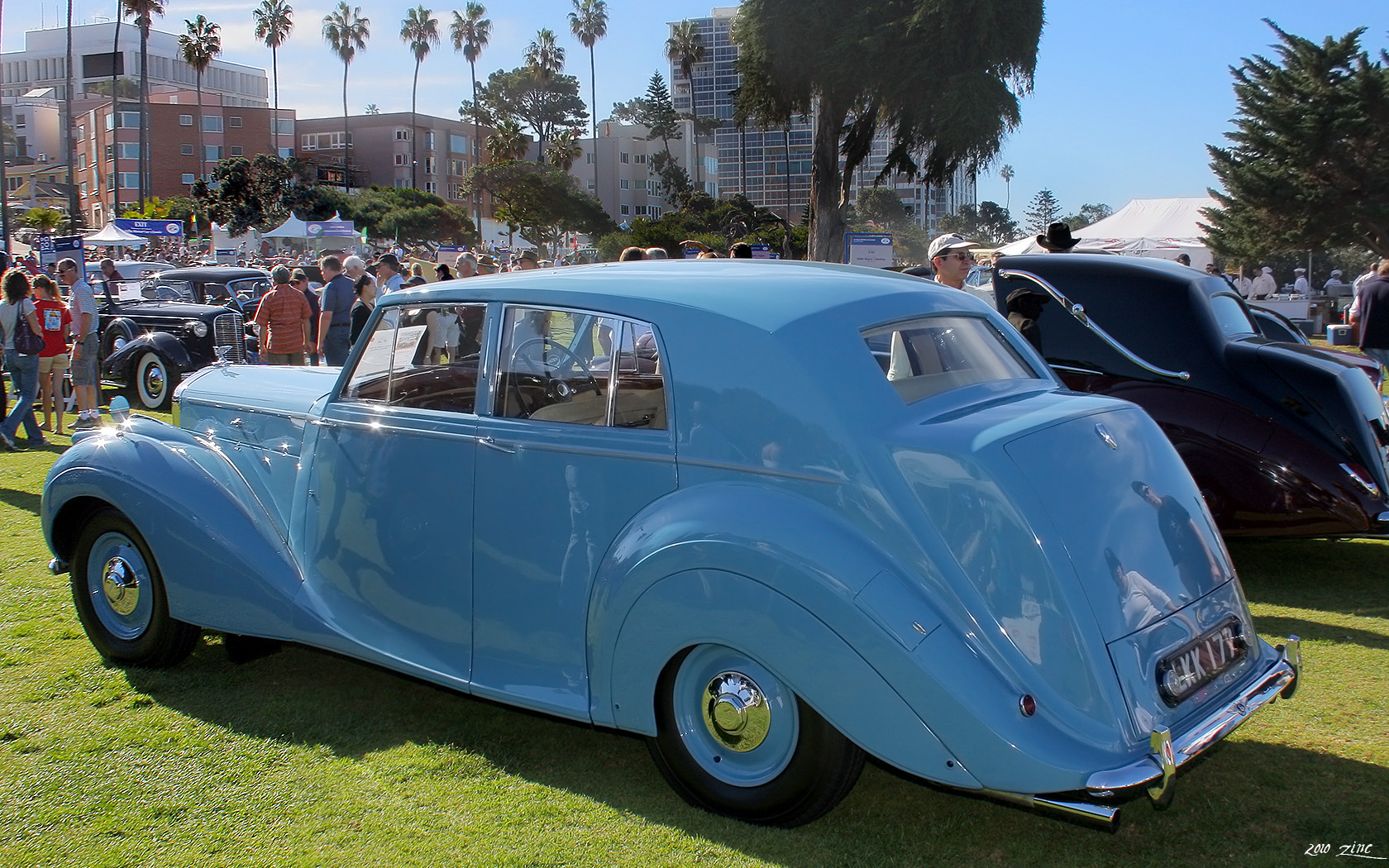
James Young sedã esportivo 1948
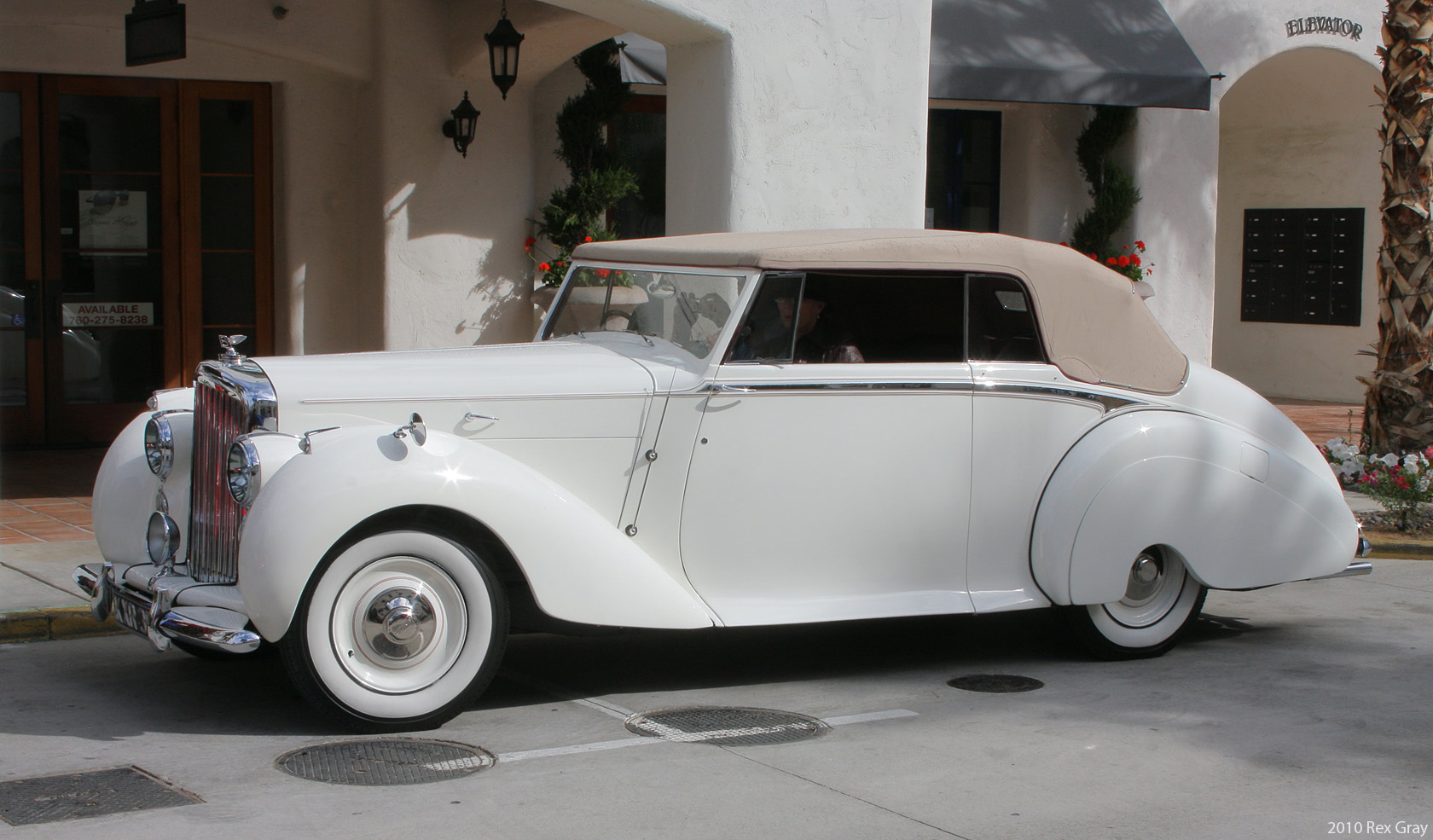
Park Ward conversível 1949
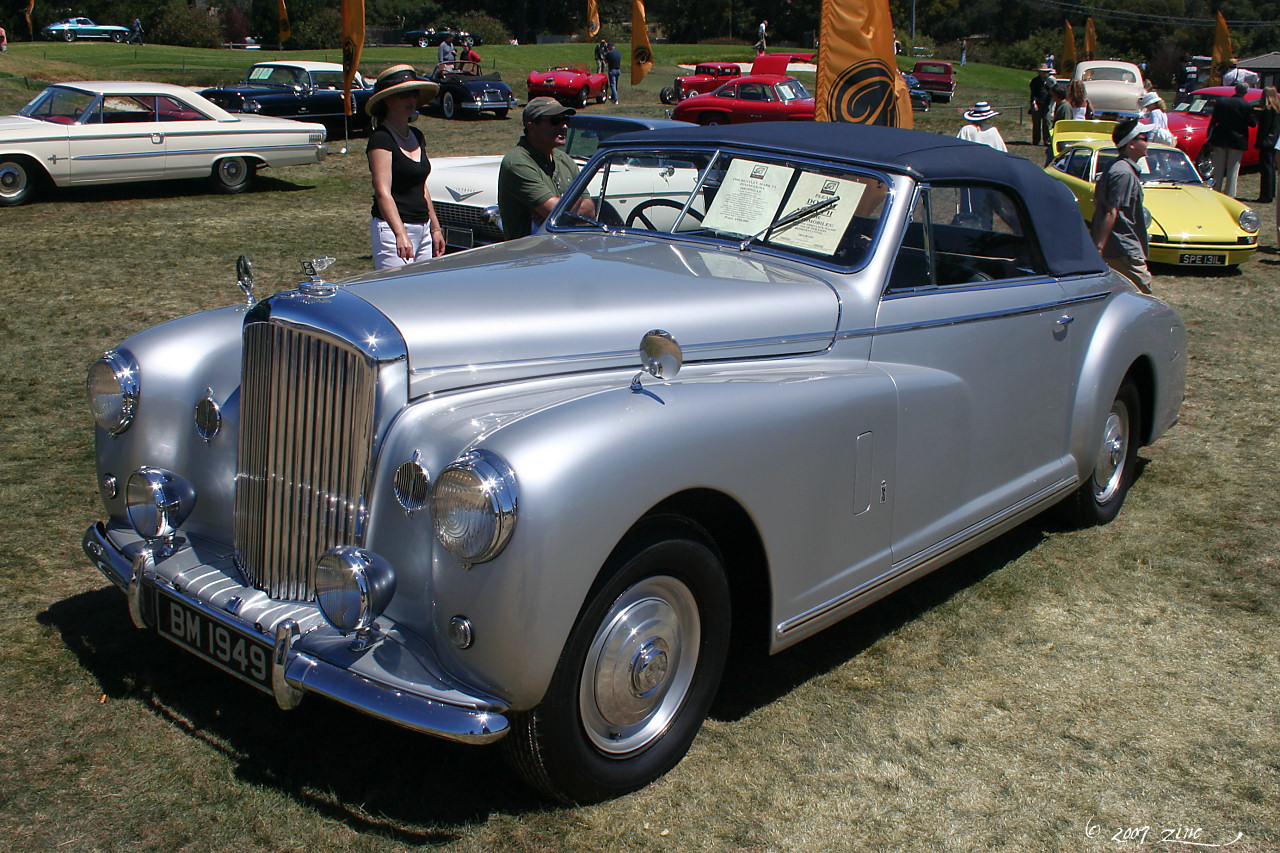
Stabilimenti Farina conversível 1949
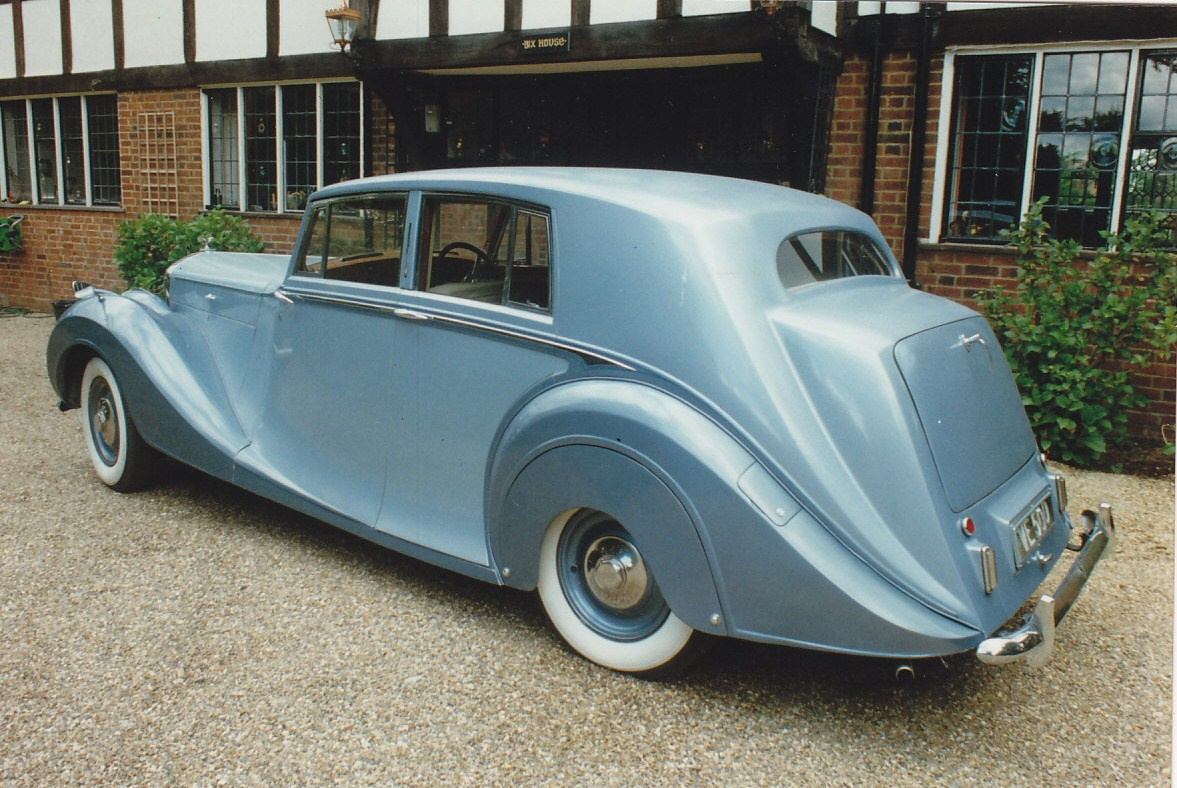
Hooper sedã esportivo 1950
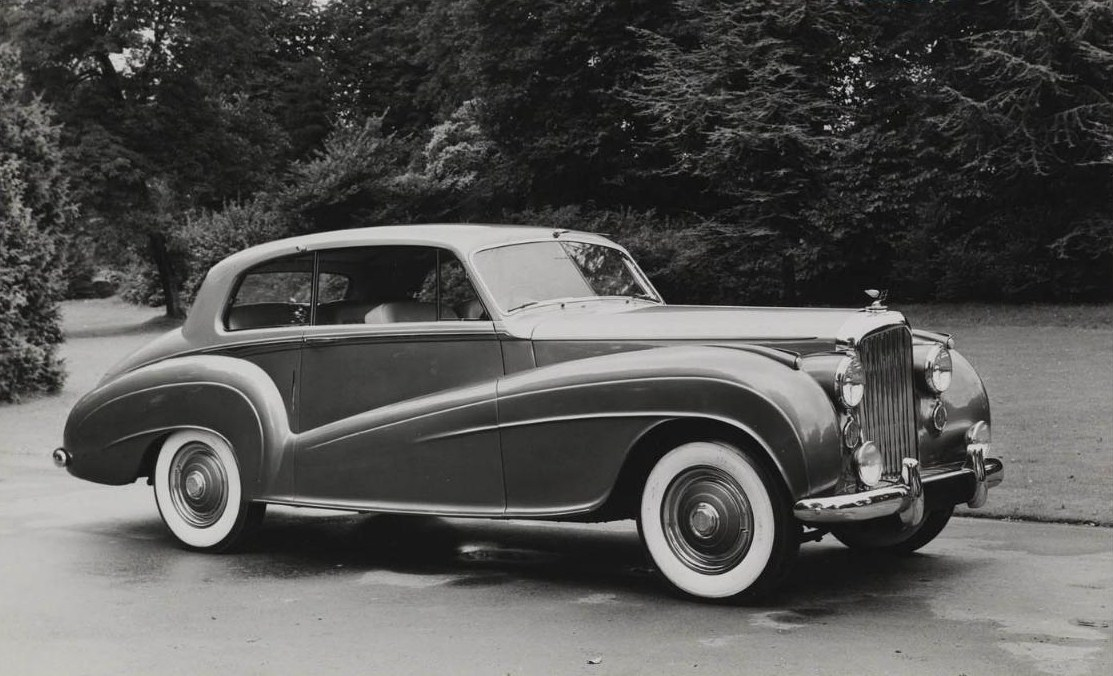
H. J. Mulliner & Co. sedã 1951
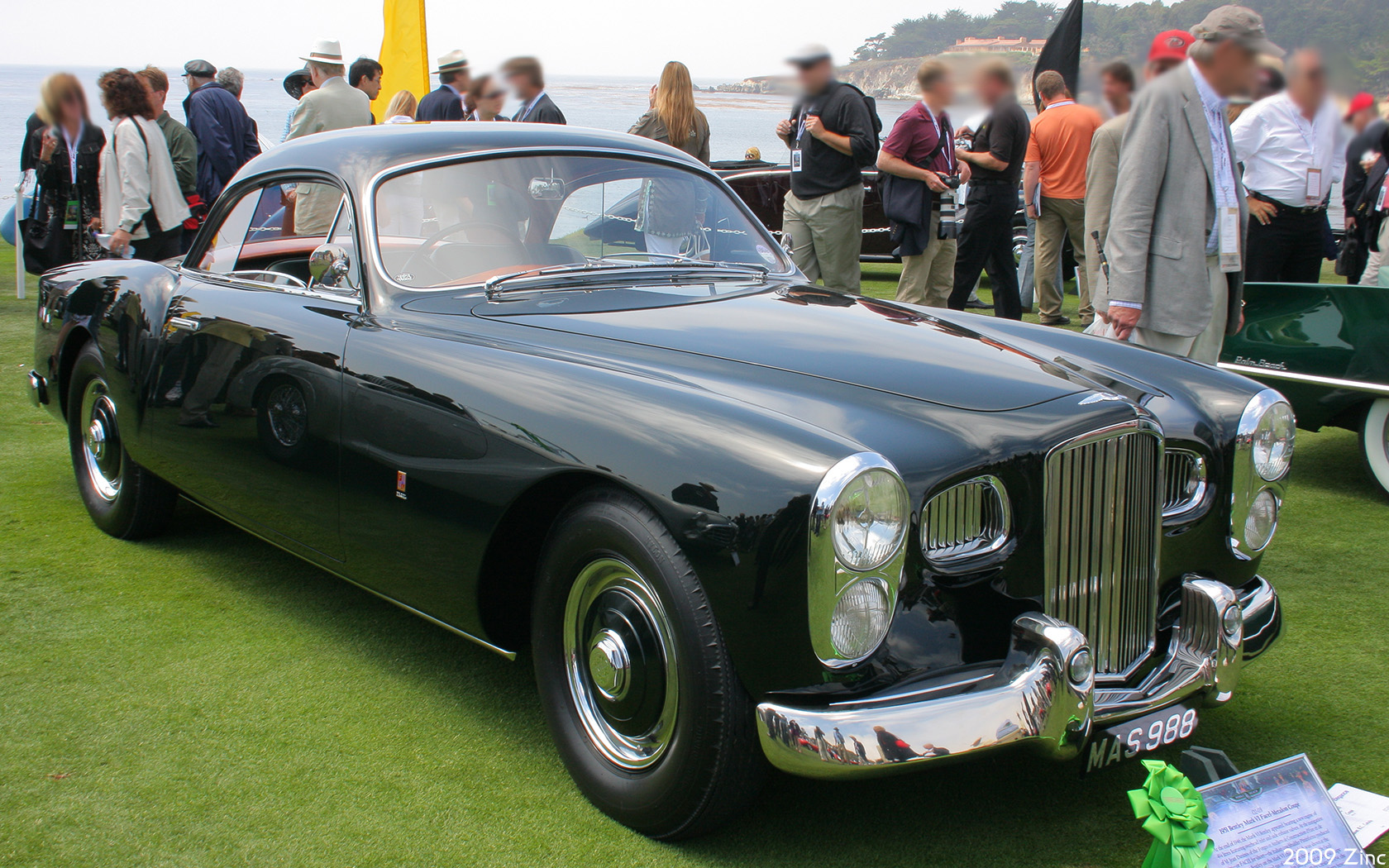
Facel-Métallon Cresta II cupê 1951 por Battista Pininfarina
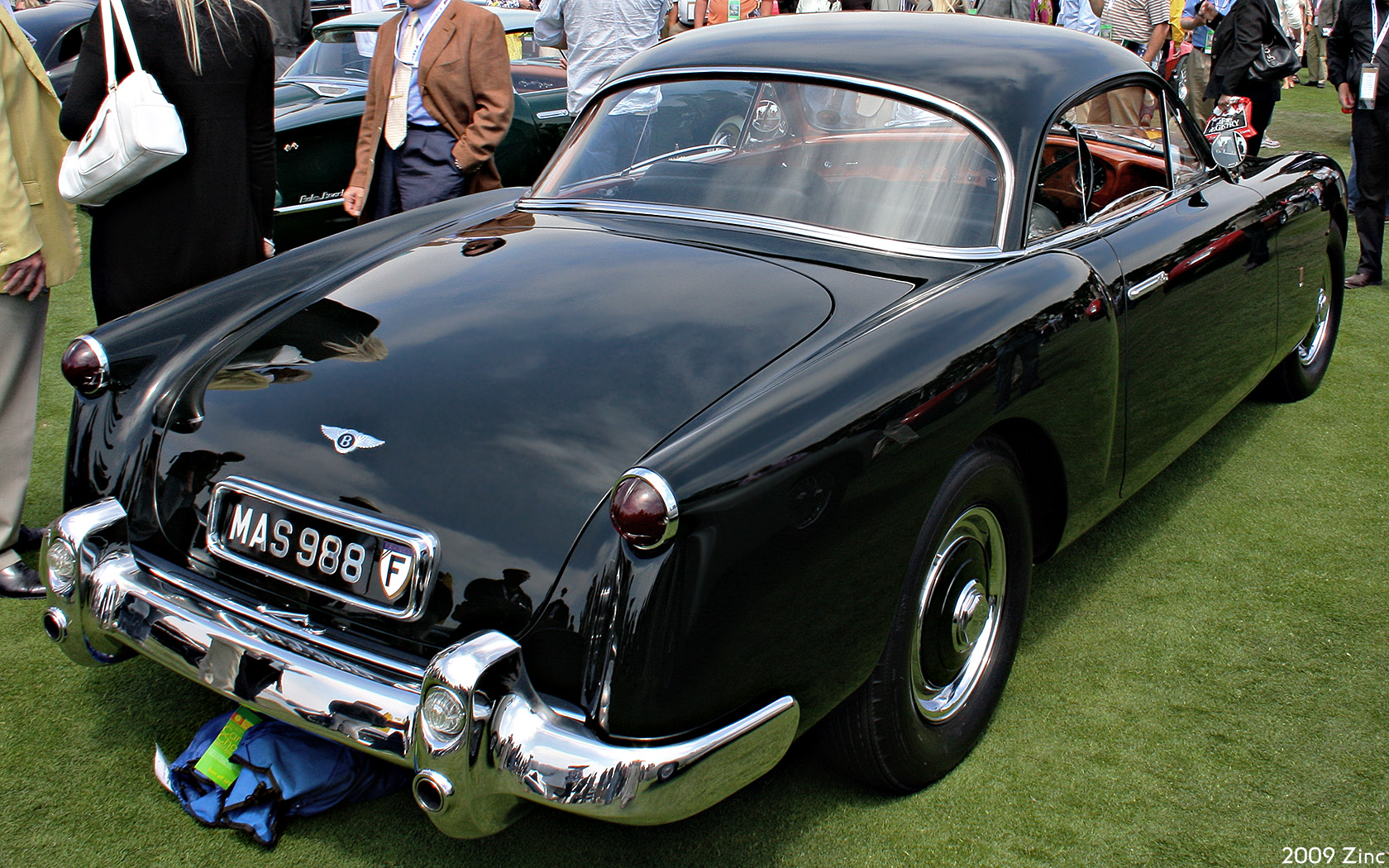
Vista traseira do Cresta II
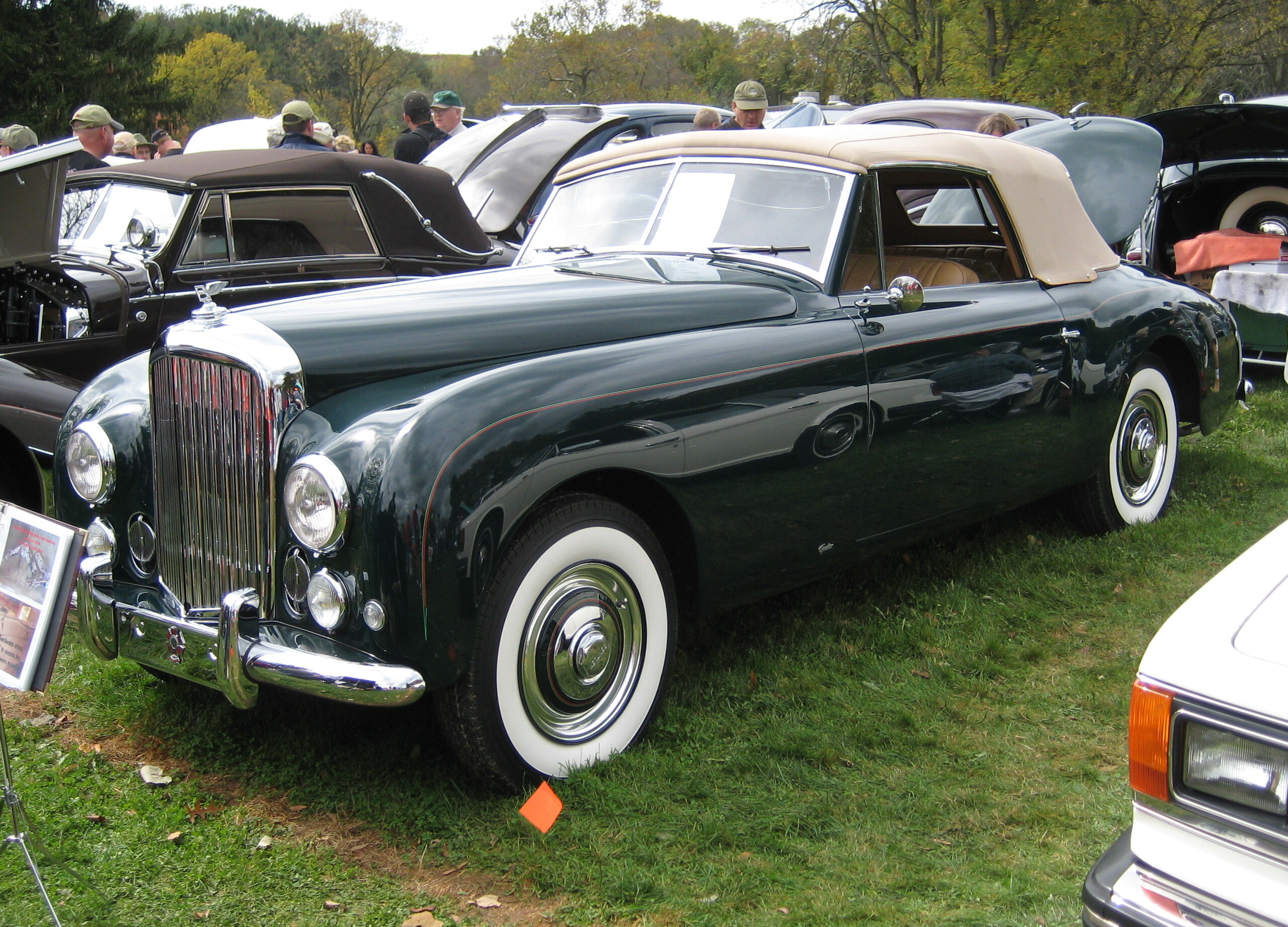
Graber Wichtrach conversível 1953
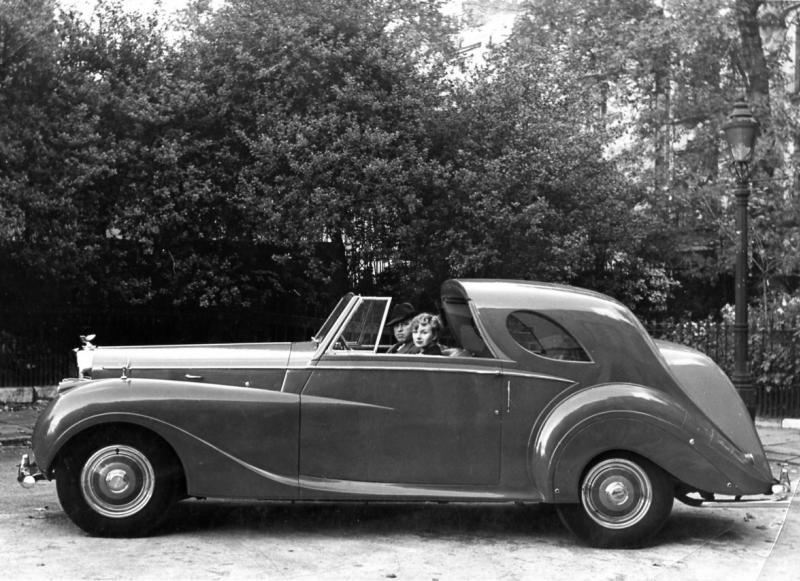
Gurney Nutting cupê de ville
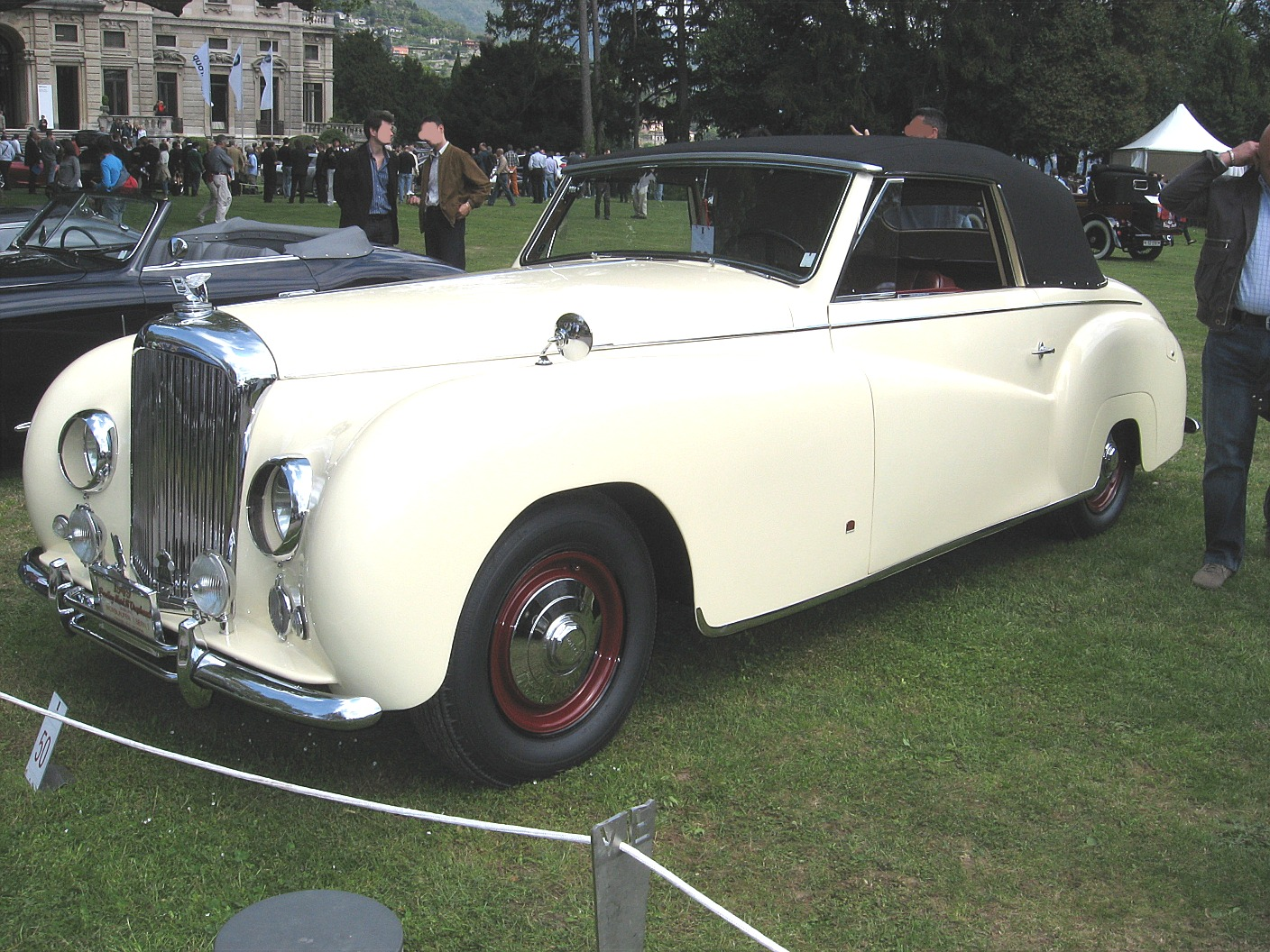
Carosserie Worblaufen Fritz Ramseier aka Ramseier Brothers conversível 1949
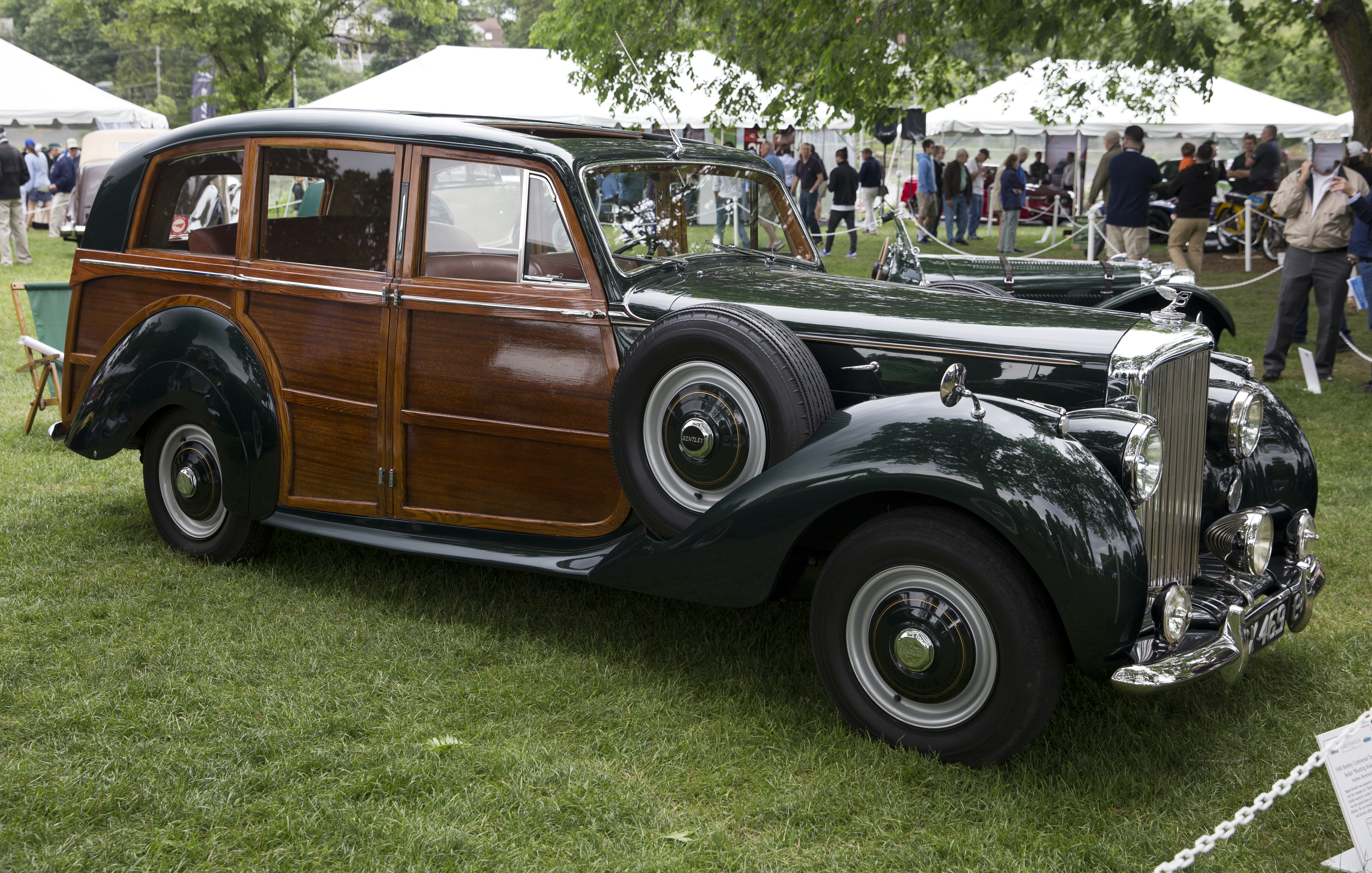
Rippon Bros shooting brake 1949